# Kjel Knutsson
Kjell (Kjel) Sten Åke Knutsson, född 30 juni 1951 i Laxsjö församling i Jämtlands län, är professor i arkeologi och verksam vid Uppsala universitet. Knutsson forskar främst om norra Skandinaviens stenålder. Knutssons avhandling 1989 behandlar slitspårsanalys av litiska artefakter.

## Uppväxt och studier
Kjel Knutsson är född och uppvuxen i Jämtland. Efter gymnasiestudierna började han en akademisk utbildning vid Uppsala universitet. Efter filosofie kandidatexamen 1974 inleddes de högre studierna med en trebetygsuppsats 1976 som blev början på den forskning som ledde fram till Knutssons doktorsavhandling från 1988; Making and using stone tools. Inom sitt specialområde, stenteknologi och funktionsanalyser (slitspår) av stenverktyg har Knutsson varit en framstående forskare. Han arrangerade med Uppsalas doktorander den sjätte internationella slitspårskonferensen Interpretitive possibilities of microwear studies 1989. Knutsson fungerade efter sin avhandling som handledare för doktorander och forskare från Europa och Kina i slitspårsanalyser.

### Grävningar och arbeten vid museum
Knutsson har som arkeolog varit verksam som grävningsledare i Sverige och utlandet. Han ledde järnåldersgrävningar i Tyskland under ett par år, och har lett seminariegrävningar vid institutionen. Hans eget intresse har främst riktats mot stenålder i Norrland. Knutsson var vetenskaplig medarbetare vid Arkeologikonsult AB vid fältarbetet inför bygget av Mälarbanan. Han har också varit anställd vid museer, bland annat lokalmuseet Vuollerim 6000 i Jokkmokks kommun. Från 1975 har Knutsson publicerat cirka 60 artiklar inom arkeologi och några monografier.
Hans publikationer har inriktat sig på stenålder i Norrland och Mellansverige. Nedanstående är ett mindre urval av hans publicerade arbeten.